# Scorekarte

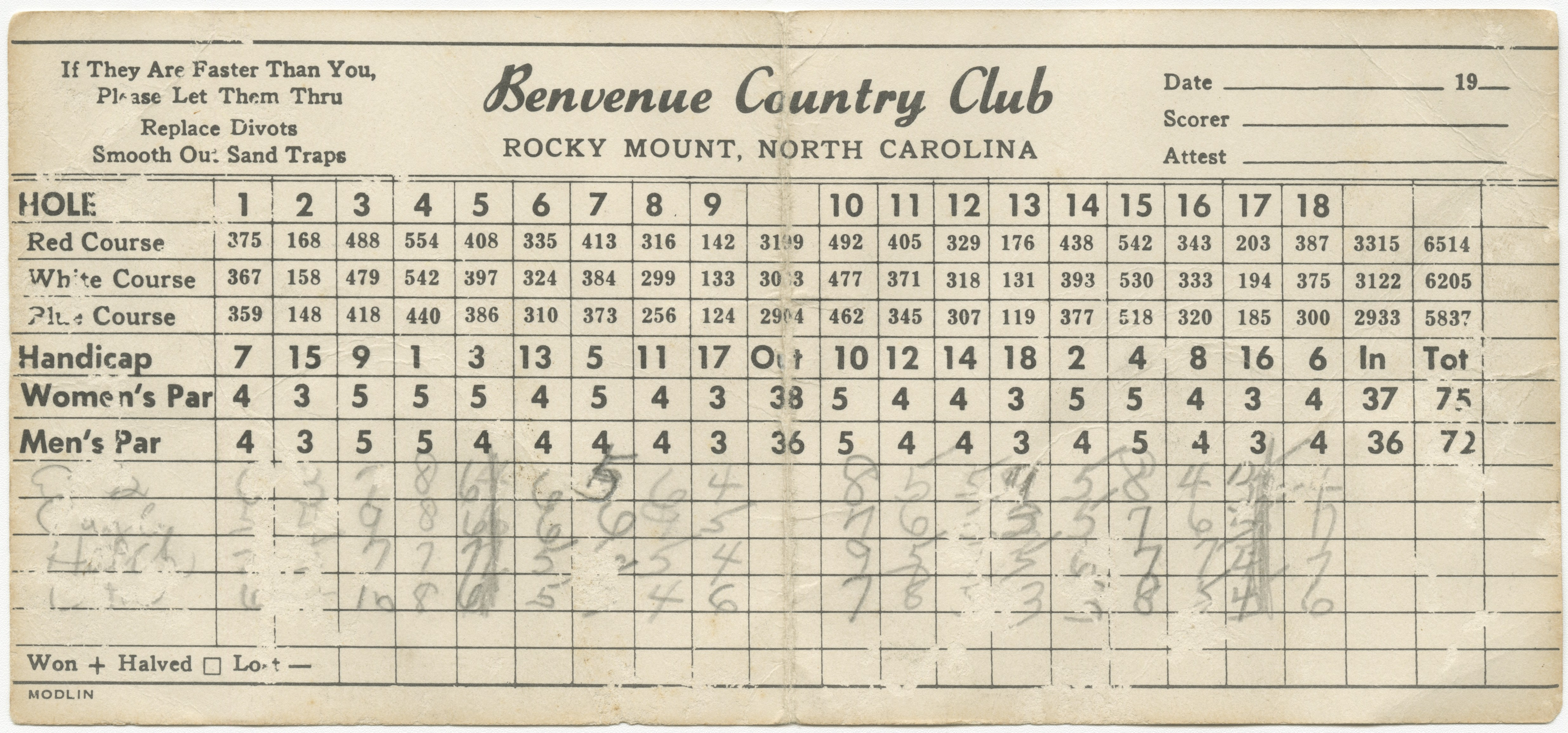
Historische Golf-Scorekarte ohne moderne Korrekturwerte wie CR oder Slope

Beispielhafte Scorecard nach deutschem WHS-Regelwerk. Sie enthält neben den üblichen Angaben (Loch, Par, HCP, Vorgabe, Score) auch zusätzliche Angaben zum Platz (CR, Slope), Brutto/Netto Ergebnisse/Punkte, sowie Score Differential, um die Berechnungen nachvollziehen zu können.

Scorekarte (englisch: score = Spielergebnis, Auswertung / to score = Punkte erzielen, Punkte anschreiben) bezeichnet ein Formular zur Aufzeichnung der Ergebnisse beim Golf.
Da jeder Golfplatz seine speziellen Anforderungen hat, gibt es für jeden Golfplatz auch eine spezielle Scorekarte, in der die je Golfbahn (der Golfer sagt: je Loch) erzielten Ergebnisse notiert werden. Auf dieser Scorekarte werden die für den jeweiligen Golfplatz relevanten Besonderheiten berücksichtigt. Neben den allgemeinen Angaben wie Datum, Spielernamen, Handicap der einzelnen Spieler usw. sind insbesondere folgende Angaben von Bedeutung:
- Par
- Länge der einzelnen Bahnen
- Netto-Ergebnisse
- Brutto-Ergebnisse
- Stroke-Index (SI oder HCP)
- Course-Rating (CR)
- Slope-Wert (SR)

Bei der Addition der Spielergebnisse sind meist Zwischenergebnisse nach den ersten neun Löchern (1. Hälfte = OUT) und den letzten neun Löchern (2. Hälfte = IN oder HOME) vorgesehen. Die Addition beider Hälften ergibt dann das Gesamtergebnis (TOTAL).
In aller Regel werden auf der Scorekarte auch die Platzregeln genannt. Das sind Regeln, die zwar nicht von den offiziellen Golfregeln abweichen, diese aber wegen besonderer Gegebenheiten des Platzes ergänzen, so zum Beispiel die Art der Entfernungsmarkierungen, bewegliche oder unbewegliche Hemmnisse, Biotope, Wege oder Straßen.
Hilfreich ist auch eine schematische Darstellung der Lage und des Verlaufs der einzelnen Golfbahnen.